# Jezioro Głębokie (gmina Bakałarzewo)
Jezioro Głębokie – jezioro w woj. podlaskim, w pow. suwalskim, w gminie Bakałarzewo, leżące na terenie Pojezierza Zachodniosuwalskiego.
Niewielkie jezioro rynnowe, stanowi południowe przedłużenie jeziora Garbaś. Przepływa przez nie rzeka Rospuda.
Po drugiej stronie wzgórza, 300 m od zachodniej krawędzi jeziora, znajduje się jezioro Siekierewo, położone w drugiej, równoległej rynnie polodowcowej.
Jest to małe, bardzo ładnie położone jezioro na szlaku Rospudy. Swoim kształtem przypomina jajo lekko wydłużone ku północy. Ma ono układ południkowy oraz bardzo słabo rozwiniętą linię brzegową. Nad wodą brzegi są niskie, a następnie wznoszą się i są dość wysokie porośnięte lasem sosnowo - świerkowym z dużą domieszką drzew liściastych. est to akwen eutroficzny. Dno jeziora jest piaszczyste, w wielu miejscach z mułem. Woda jest czysta o barwie ciemnozielonawo - żółtej. Przybrzeżną ławicę porasta pierścień szuwarów, natomiast litoral bogaty w roślinność zanurzoną.

## Dane morfometryczne
Powierzchnia zwierciadła wody według różnych źródeł wynosi od 10,0 ha do 12,5 ha.
Zwierciadło wody położone jest na wysokości 161,5 m n.p.m. lub 162,8 m n.p.m. Średnia głębokość jeziora wynosi 8,0 m, natomiast głębokość maksymalna 17,5 m.
W oparciu o badania przeprowadzone w 1990 roku wody jeziora zaliczono do III klasy czystości.